# Немодрук Євген Анатолійович
Євген Анатолійович Немодрук (нар. 29 квітня 1972, Одеса, УРСР) — український футболіст, воротар, згодом — футбольний тренер.

## Кар'єра гравця
Вихованець СДЮШОР «Чорноморець» (Одеса). У 1990 році розпочав кар'єру гравця в резервній команді одеського «Чорноморця», а в 1994 році зіграв 2 матчі в стартовій 11-ці. У сезоні 1995/96 років захищав кольори вінницької «Ниви», а в наступному сезоні 1996/97 років — «Портовик» (Іллічівськ). У сезоні 1998/99 років виступав у складі клубу «Шериф» (Тирасполь). Однак у 1999 році «Шериф» придбав іншого українського воротаря Сергія Перхуна й Немодрук змушений був залишити команду. У 1999 році виїхав до Болгарії, де спочатку виступав у «Дунав» (Русе) у Професіональній футбольній групі «Б». Але вже незабаром Євген перейшов до софійського ЦСКА. Немодрук став першим легіонером, який захищав ворота «червоних». Дебютував за «армійців» 6 травня 2000 року в переможному (4:0) поєдинку проти «Шумена». Хоча форма українського воротаря була далекою від ідеальної, проте все ж деякий час він був основним воротарем клубу й зіграв 23 матчі в групі А. У 2001 році перейшов до іншого болгарського клубу, «Славії», в складі якої зіграв 8 матчів. На початку 2002 року Немодрук програв конкуренцію за місце в стартовому складі «білих» воротарю національної збірної Македонії Яну Ніколовському. Взимку 2003 року повернувся в Україну, де виступав у клубах «Система-Борекс» (Бородянка) та «Кривбас-2» (Кривий Ріг). Наступного року виїхав до В'єтнаму, де захищав кольори клубу «Дельта-Понг Тап».

## Кар'єра тренера
У сезоні 2004/05 років працював тренером воротарів у клубі «Дністер» (Овідіополь). Потім тренував дітей у СДЮШОР «Чорноморець» (Одеса). З січня 2008 року допомагає тренувати воротарів у молодіжній команді одеського «Чорноморця».

## Досягнення

### Клубні
- Вища ліга чемпіонату України
  -  Бронзовий призер (1): 1994

- Кубок України
  -  Володар (1): 1994

## Цікаві факти
Син Євгена — Андрій, має власний канал на YouTube під назвою ND Production, на якому більше 2 млн підписників.